# Couvent des Récollets de Liège
Pour les articles homonymes, voir Couvent des Récollets.

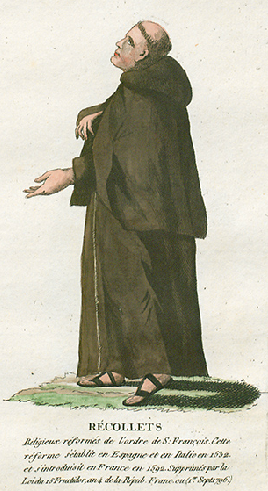
Récollets

Le couvent des Récollets ou couvent de Jérusalem est un ancien couvent situé à Liège, fondé à la fin du XVe siècle et appartenant à l'Ordre des récollets frères mineurs, Ordre franciscain. Ce couvent, installé dans le quartier d'Outremeuse, rue Georges Simenon, le long des murailles de la Cité, a hébergé jusqu'à plus de 80 pères et a participé à la vie de la Cité de Liège jusqu'à la Révolution française. Entièrement rénové, le bâtiment accueille l'auberge de jeunesse Georges Simenon.

## Situation

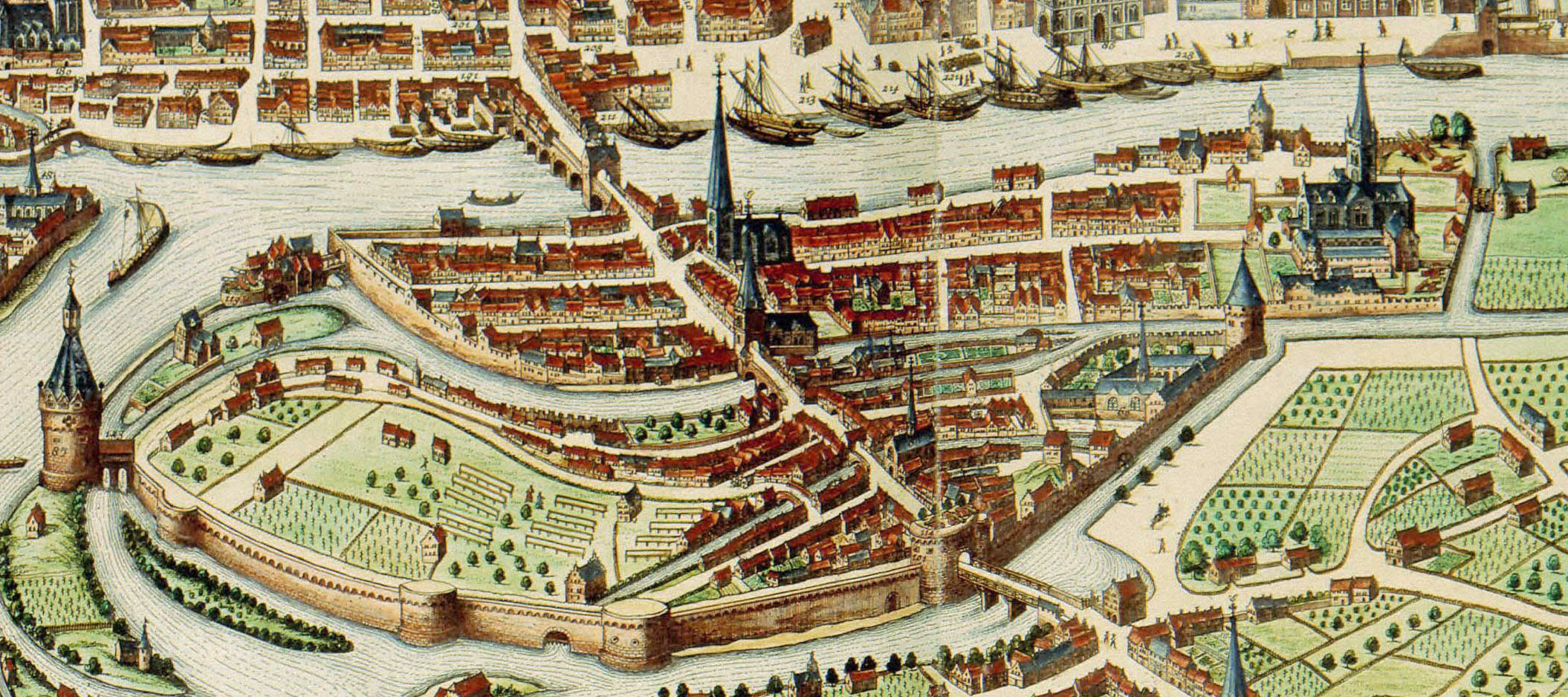
Le quartier entre Urte et Meuse vers 1649: de haut en bas le long de la chaussée d'Aix-la-Chapelle, le pont-des-Arques, Saint-Folien, Saint-Nicolas, Saint-Julien et enfin la porte d'Amercœur vers l'Allemagne; à gauche les Terres de Bèches et la Tour de Bèche, à droite l'abbaye du Val-des-Ecoliers et plus bas le couvent des Récollets et Les Prés Saint-Denis.

Le couvent va se situer à l'emplacement des actuelles l'église Saint-Nicolas et auberge de jeunesse Georges Simenon. Les chanoines réguliers des Bons-enfants, Augustins de la congrégation de Wildesheim, désiraient quitter les Bons-enfants derrière Saint-Hubert pour s'installer En-Jérusalem.

## Du Moyen Âge aux Temps-Modernes

### Origine
Primitivement se trouvait un manoir qui à la première moitié du XVe siècle appartenait à la famille de Bierset. En 1435, il avait pour possesseur Gilles de Bierset, lequel fut cinq fois maître de la Cité. Le dernier propriétaire était Jean de Chênée, un chanoine de Saint-Lambert.

### Frères de Jérusalem
Les Récollets s'établissent à Liège en 1489, de par l'autorisation d'une bulle pontificale d'Innocent VIII du 19 octobre 1487 et grâce à Jean Biliton de Bouillon, protonotaire du Saint-Siège, chanoine de Saint-Lambert, au lieu-dit Jérusalem Outre-Meuse : de là leur vint le nom de Frères de Jérusalem qu'ils ont porté assez longtemps. Ils sont aussi appelés Piedeschalx, — Pieds déchaussés —, car ils sortaient pieds nus, portant seulement des sandales fort hautes tenues par des lanières.

### Donation et ressources

#### Les fondateurs
Les fondateurs achètent la propriété en 1481. Un donateur, Louis d'Enghien, pour cinq cents florins d'or, un échevin de Liège et un chapelain de l'église Saint-Denis y participent. D'autres bienfaiteurs laïcs demandèrent et obtinrent d'être enterrés dans le cloître ou dans l'église selon la liste de l'obituaire des Récollets. 
Ce couvent appartient à l'Ordre des récollets frères mineurs, Ordre franciscain. Ils seront appelés à Liège Frères de Jérusalem, lieu-dit de l'érection de leur couvent. Arrivés à Liège en 1481, les Récollets vont s'installer dans le quartier d'Outremeuse de la Cité de Liège en 1485. Une charte précise que Jacques de Hornes, Comte de Hornes, père du prince-évêque Jean de Hornes, en a été un des principaux promoteurs, ayant lui-même pris l'habit de frère mineur de l'Observance à Weert. D'autre dons vont intervenir plus spécifiquement lors de la reconstruction de l'église.

#### Donation, subsides et interdiction
Lors de leur visite annuelle, les bourgmestres de la Cité offraient des cadeaux aux pères. En règle générale et même au XVIIIe siècle, le conseil allouait au couvent une centaine de francs à l'occasion de la Portioncule (ou Pardon d'Assise). De plus, à chaque Carême, la Cité votait quelque subside de poisson — une tonne de morue, ou parfois une centaine de florins — pour entremettre l'usage de légumes.

#### Subsides de la Cité
Parfois comme en 1568, la communauté sollicite la Cité pour acheter un nouveau cheval, en ayant eu quatre morts dans les trois dernières années ou encore elle demande un subside pour tenir le chapitre de la Province de Flandre qui se réunissait chez eux à l'effet d'élire un nouveau ministre provincial.

#### Interdiction des donations de la Cité
En 1771, pour réduire les pertes de la Cité, le Prince-évêque Velbruck défendit à la Cité d'encore allouer toutes gratifications aux églises et couvents à moins d'une décision unanime du Conseil et des bourgmestres. Il fut fait systématiquement exception pour les Récollets pour leurs viandes de Carême et Portioncule, et ce jusqu'à la Révolution française.

#### Organisation des collectes
Les Récollets avait également une organisation de leurs aumônes, telle localité pourvoyant à un entretien spécifique, ou telle corporation leur faisant des dons spéciaux en nature. Chaque année, à une époque précise, ils faisaient une tournée en ville pour mendier leur pain. Afin de se procurer sel et fromages, ils se rendaient dans les ports à bord des bateaux hollandais. Peu après la Toussaint et le dimanche de la Passion, ils organisent leur collecte de chandelles. Quelques paroisses leur fournissaient la viande, et la Cité le poisson à l'Avent et au Carême.

#### Collectes spécifiques
Leur obituaire montre aussi que, tous les ans, ils s'adressaient aux sept collégiales et au Chapitre de Saint-Lambert, ainsi qu'aux abbés de Saint-Jacques, de Saint-Laurent, de Beaurepart, et au prieur du Val-des-Ecoliers, à l'abbesse du Val-Benoit, aux Maîtres des hôpitaux de Cornillon et Saint-Jean-Baptiste ainsi que des Pauvres En-Île en vue de s'assurer les quantités voulues de grains.
Certaines collectes avaient un but spécifique : à Jupille et à Fléron, ils s'y rendaient pour quémander le beurre, à Vivegnis et Xhendremael, ils recherchaient les graines oléagineuses (noix, noisettes), quant à la dotation des cuirs nécessaires pour les sandales des pauvres religieux, elle était sollicitée tous les ans, aux alentours de la fête Saint-Jacques du bon métier des tanneurs.

#### Donation duXVIIIesiècle
À la fin du XVIIIe siècle, la Chambre des comptes du Prince continuait à allouer aux récollets 250 florins et les États 200 florins.

### Installation
C'est le 18 janvier 1488 seulement que le Saint-Siège confirmera la permission d'établir un couvent sur la place indiquée, à la demande du père Jean de Fenal. Suivant le chroniqueur contemporain des faits, Jean de Looz, les Récollets prirent possession des lieux en 1489 et commencèrent à célébrer les offices.
L'établissement n'était probablement pas achevé à cette date, le cimetière n'avait pas encore été béni en 1494, car ils doivent enterrer un frère, Bernard de Bois-le-Duc, chez les Croisiers. Un des premiers instigateurs, Jean Biliton décède le 6 juin 1500 et est inhumé dans l'église des Récollets.

## Remparts des Récollets
Les remparts ne seront achevés que vers 1527. Telles sont les circonstances qui valent le nom de Rempart des récollets à cette partie liégeoise des remparts d'Outremeuse.

### Agréation en échange d'une partie de muraille
Ils reçurent l'autorisation du Conseil de la Cité, en s'engageant par contrat en échange de leur agréation dans la ville, à construire à leurs frais des murailles qui serviront de fortification à la Cité, au bord de la rivière, — un des nombreux bras de l'Ourthe —, qui longe la place de Jérusalem. Les constructions de leur couvent devant être exécutées suivant l'avis et les ordres des bourgmestres et du Conseil de la Cité en fonction,,.

### La Cortigarde
La muraille des Pères Récollets, qu'on dit En Jérusalem, est reconstruite en 1527. Une tourette, appelée Cortigarde, est érigée, l'année suivante, pour surveiller les Prés Saint-Denis. Elle est réparée en 1714 et 1724 et en 1753, elle fut démolie aux frais des Récollets qui s'étaient plaints d'une ruine entière, sur avis de la Cité.

### La muraille d'En-Jérusalem
La muraille se prolonge jusqu'à la porte du pont d'Amercœur, rebâtie en 1540. La muraille est consolidée en 1571, l'inondation l'ayant déstabilisée, les pilots étant pourris. Elle est encore réparée en 1640, 1678 par les Pères récollets avec un subside de la Cité, 1688, 1705, 1712 et en 1743. La ville ne cessa jusqu'à la Révolution française d'entretenir les remparts en bon état.

## Couvent des Récollets

### Obédience
À cette époque, les deux couvents franciscains, celui des remparts d'Outremeuse et celui des remparts de Sainte-Walburge sont placés sous l'obédience de la Province française dirigée par le supérieur de la Vicairie de France. En 1518, refusant de s'unir aux religieux des Pays-Bas, et s'associant à Huy et Dinant, ils obtiennent du Saint-Siège la création d'une province liégeoise.

### Inviolabilité
Il semble que pendant plusieurs siècles, l'enceinte du couvent ait été considérée comme un asile par les individus que se sentaient menacés, persuadés qu'ils ne courraient plus aucun danger. Mais en octobre 1646, la haine des Grignoux poursuivit un Chirou, un drapier du nom de Légipont, et le massacra dans l'enceinte,.

### Processions
Tous les ans, le deuxième jour des fêtes de Pâques, les reliques de sainte Barbe étaient exposées lors d'une procession, à travers la paroisse et les rues de Saint-Nicolas.

#### Ordre des religieux
Aux processions solennelles auxquelles on invitait les religieux mendiants et qui en général se faisaient au nombre de trois chaque année, on suivait cet ordre de marche : 1° les Pères Minimes, 2° les Capucins, 3° les Augustins, 4° les Mineurs Conventuels, 5° les Récollets, 6° les Dominicains, 7° les Carmes et aux obsèques cet ordre était inversé, soit les Minimes en dernier.

#### Processions avec la Cité
Tous les ans également, à l'occasion de la solennité de la Portioncule, le 2 août, les bourgmestres de la Cité, élus le 25 juillet précédent, assistaient chez les Récollets à une messe solennelle qui se chantait vers dix heures à leur intention et était suivie d'une procession dans l'église. Après la cérémonie, ils prenaient un repas avec la communauté dans le réfectoire.

### Communauté de 80 prêtres
Les récollets devinrent pendant près de trois cents ans la communauté monastique la plus nombreuse de Liège, puisqu'à la fin du XVIe siècle ils étaient cinquante cinq, et au XVIIe, ils étaient quatre-vingt prêtres dont huit frères. Leur activité principale était le prêche et souvent après avoir collecté une aumône ils s'acquittaient d'un sermon dans la localité visitée.
En 1634, ils fondent une nouvelle communauté à Huy.

### Enseignement et bibliothèque
Les cours de philosophie et de théologie se donnaient au couvent à de jeunes religieux. Divers prélats et prêtres de Liège, se plaisent à l'enrichir en lui léguant de nombreux ouvrages, voire des bibliothèques entières. C'est pourquoi Saumery déclara celle-ci, une des plus fournies.
Les religieux de ce couvent faisant leur principale occupation du ministère de la chaire ont eu un soin tout particulier de se procurer les moyens de s'en acquitter et on ne doit pas être surpris s'ils ne négligeaient rien de tout ce qui pouvait contribuer à s'y perfectionner.

#### Prêches en flamand
Les récollets étaient capables de prêcher tant en flamand qu'en wallon et plus tard en français. Deux pères étaient d'ailleurs chargés du prêche à la chapelle des Flamands dans la cathédrale Saint-Lambert et étaient chargés de sermonner et confesser les Flamands de la ville. Ils rendaient ces services de façon continue dans plusieurs paroisses. Ils étaient rémunérés par les fonds de la table épiscopale

#### Copistes et relieurs
Le couvent compte parmi ses membres d'excellents copistes; l'un d'entre eux écrit pour le couvent un graduel en grand format et un antiphonaire en deux parties. La communauté s'enrichissait aussi d'un atelier de reliure.

#### Imprimerie
Seul de tous les couvents de Liège, le couvent des Récollets renferma une imprimerie où, dès l'an 1634, sont tirés des ouvrages de centaines de pages, dus à la plume de pères de la maison. Elle dut probablement éveiller la susceptibilité ou la jalousie du Prince-évêque, car on trouve un document du Conseil Privé du 7 février 1656, suggérant au Prince-évêque de la laisser subsister, à la condition qu'il n'y serait rien fait en matière religieuse sans la permission du vicaire général et en matière profane sans celle du Chancelier.

#### Barthélemy d'Astroy - Mathias Hauzeur - Paul Kourz
De nombreux théologiens sortirent du couvent des Récollets, comme Barthélemy d'Astroy, décédé en 1681, connu pour sa science théologique; Mathias Hauzeur, décédé en 1681, capable de passer quatre jours à réfuter, en 1633 à Limbourg, les objections des calvinistes Hotton et Du Bois; le frère Paul Kourz, qui fit et exécuta le plan de l'église des Chartreux de Cornillon et constructeur de plusieurs églises en Allemagne,.

## Cloître des Récollets

### Occupation par les religieux
Le cloître des Récollets, n'a pas été livré aux enchères, il sera occupé par les religieux jusqu'en 1801 à titre de gardiens gratuit.

### Atelier de bienfaisance
À ce moment le bureau de bienfaisance en exigea la jouissance pour y installer un local officiel pour apprendre aux démunis à s'habituer à l'exercice du travail. Le préfet, intéressé par l'initiative, édicta en 1800 autorisations et règlements dans le but de donner du travail à 300 indigents comme fileurs dans les pièces du rez-de-chaussée du cloître. Une description d'un témoin de l'époque décrit l'organisation de ce service de huit heures du matin à huit heures du soir, et qui nourrissait toute personne en état de mendier. Il fonctionna de 1801 à 1807, donnant du travail jusqu'à 600 personnes en journée. Le système fonctionna si bien qu'il devint rentable et qu'il fut mis en régie intéressée, mais, les entrepreneurs n'utilisant plus les indigents, il végéta encore quelques années pour être supprimé en 1819.

### Atelier de broderie
On y installe ensuite un atelier de broderie sur tulle, en vue de fournir du travail aux filles pauvres et les soustraire à la mendicité.

### Division du cloître
Après la suppression de ces ateliers, les bâtiments demeurèrent à la disposition de l'Administration municipale qui en font deux magasins d'effets militaires. L'administration en devient définitivement propriétaire en janvier 1828, mais préalablement la partie du cloître qui longe l'église, a été cédée en 1826 à la Fabrique d'Église.

### Enseignement
L'enseignement dans le cloître prend diverses formes, les pères avaient déjà développé le nombre de salles d'écoles. Dans le même cloître est établie sous la domination hollandaise une école gardienne en 1828 et en 1836, la ville prend cette école sous sa direction jusqu'en 1885, date de la nouvelle école aux prés Saint-Denis tout proches.

### Hôpital des syphilitiques
Créé vers 1813, installé dans le palais dans le quartier qui servait de maison d'arrêt, il est transféré dans un cloître des Récollets en 1844. Le nombre de malades diminuera assez vite au XXe siècle et son dernier règlement date de 1921.

### La crèche d'Abry
Une crèche avait trouvé également place dans les locaux des Récollets depuis le 19 mars 1849. Après un demi-siècle elle ira s'établir rue Rouleau, prenant le nom de crèche Élisabeth.
Les locaux de la crèche sont annexés à l'hôpital des syphilitiques le 1er mars 1926.

## Jardins des Récollets
Peu après la Révolution française, le jardin est exploité par un citoyen. De 3 000 m2, il est aliéné par l'administration le 4 octobre 1811. En 1862, le terrain est racheté en vue d'y construire le presbytère qui sera achevé en septembre de la même année.

### Brasserie
Proche du jardin, était la brasserie, qui après avoir été exploitée dans les premières années de la république par un citoyen, fut également vendue.

### Maison des Récollets
Face à l'entrée de l'Église, rue Fosse aux Raines, elle existe toujours.

## Église Notre-Dame et Sainte-Barbe

### Construction de l'église
La première pierre de l'église, selon Jean de Looz, est posée la veille de la fête de la Pentecôte de l'an 1495. La construction a duré douze ans et c'est en 1507 seulement que le prince-évêque Érard de La Marck, en personne, va consacrer l'église, sous le vocable de Notre-Dame et Sainte-Barbe. La fête de la dédicace de l'église se fit dès lors le deuxième dimanche de Pâques.

### Nouvelle église
La première église deviendra fort vite exiguë et, dans la seconde moitié du XVIe siècle, il est décidé de la rebâtir. Un chanoine de la collégiale Saint-Martin, un père Récollet orna l'édifice en diverses parties et les bourgmestres de 1578 intervinrent pour un vitrail où leurs armes y étaient visibles.

### Autels et plusieurs confréries
L'hôtel majeur de l'église est consacré à Notre-Dame. Une chapelle est consacrée à Notre-Dame de Lorette et un autre à Notre-Dame de Hal, ce dès 1643. Notre-Dame de Hal avait sa propre confrérie et un pèlerinage pour Hal la veille de la Pentecôte. Enfin sont citées dans l'obituaire une Confrérie dite de Notre-Dame des Sept Douleurs dont la fondation remonte à 1680 ainsi qu'une Confrérie de Sainte-Barbe, patronne de l'église, qui avait son autel et sa statue installés dans le chœur et où se trouvaient les tombeaux de la famille Streel, famille notable d'où vinrent de nombreux bourgmestres et échevins de la Cité de Liège. Enfin, citons la Confrérie de Saint-Joseph dès l'an 1627, qui était honoré le troisième dimanche de chaque mois par une procession intérieure, une Confrérie des Anges gardiens, qui installée en 1636 disparut à la fin du siècle, une Confrérie de Saint-Antoine de Padoue au XVIIe siècle, et la Confrérie du Saint-Sacrement fondée en 1694.
L'église est incendiée en 1717, et en 1767 la foudre tomba sur la tour à laquelle elle mit le feu.

### Paroisse Saint-Nicolas
Depuis 1804, elle est transformée en paroisse sous l'invocation de Saint-Nicolas, l'ancienne église de ce nom ayant été démolie.

### Vestige de Tirebourse
La Vierge en pierre de Tirebourse est exposée dans un petit calvaire à droite de l'entrée de l'église.

## AuXVIIesiècle
Le 18 juillet 1654, le roi Charles II d'Angleterre dîna dans le jardin des Récollets. Le 20 juillet, il part pour Spa.
En l'année 1680, le couvent et ses cloîtres sont partiellement renouvelés, les bâtiments n'ont pas souffert du bombardement du Maréchal Boufflers du haut de la Chartreuse en 1691, sauf de l'église, qui prit feu.

## AuXVIIIesiècle

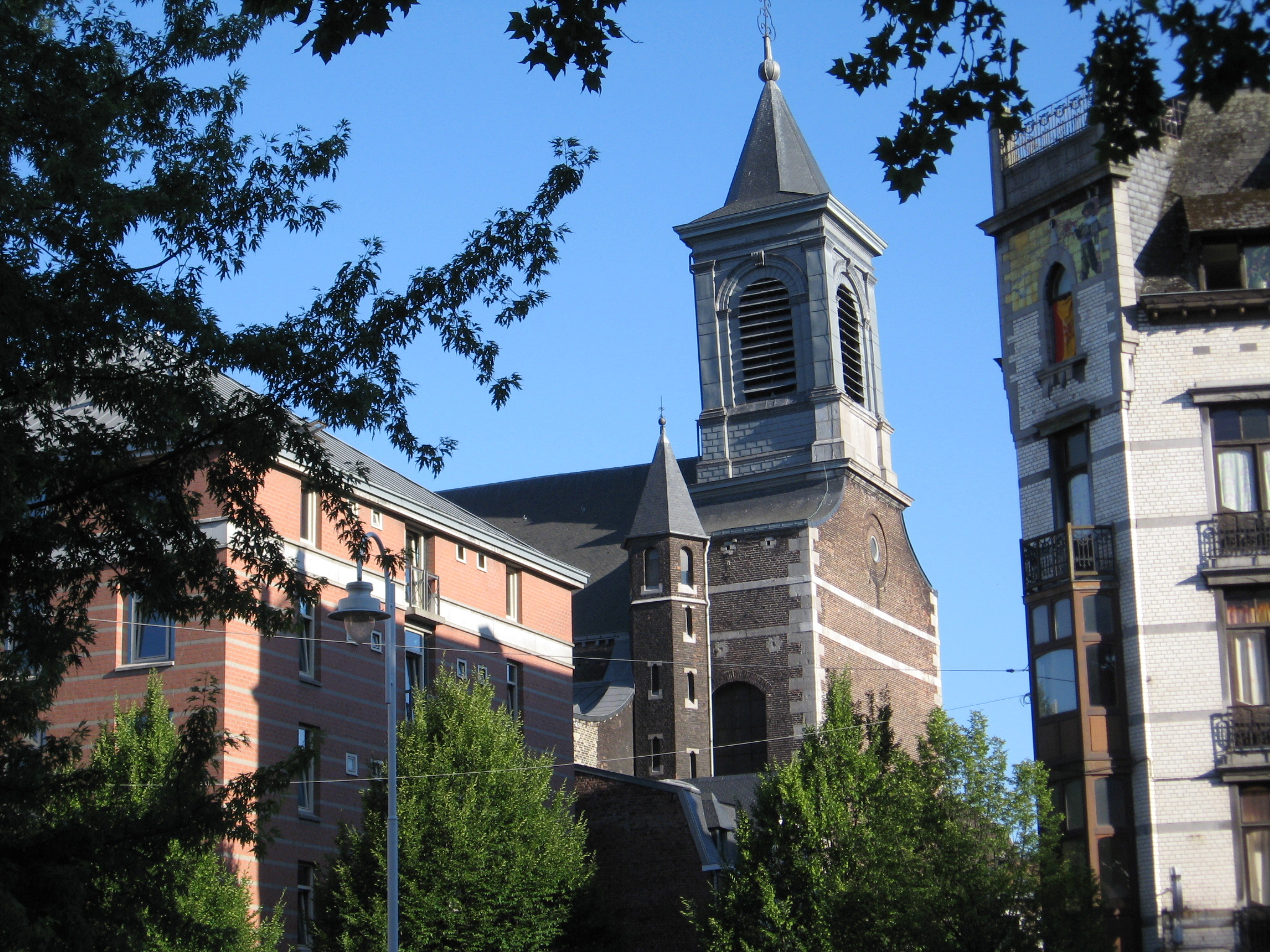
L'actuelle église Saint-Nicolas

### Reconstruction de l'église actuelle
Les récollets reconstruisent leur église dès 1710, date de la pose de la première pierre, probablement par Paul Kourz, capable à l'époque de faire les plans. Malheureusement quasiment aucun vestige de l'ancienne église ne sera conservé, et même les dalles tumulaires seront réemployées comme matériaux de construction. Seules quelques dalles funéraires vont y échapper et sont reportées dans les nefs latérales ou les murs de façade.
En 1711, le chœur est achevé, comme l'indique le millésime avec le monogramme du Christ en haut de la muraille extérieure du chœur. Les récollets obtiennent la même année l'autorisation de la Cité d'avancer de sept pieds dans la rue pour y placer le frontispice de leur nouvelle église en avançant vers le jardin de l'ancien hôpital de Bavière, à condition d'élargir la rue Châtre qui conduit au moulin (à côté de leur parloir). La Cité leur accorde en 1712 et 1713, une somme de 400 florins et en 1715, le Conseil octroie 1 000 florins pour l'érection de deux autels .

### Architecture
Vaisseau à voûte élevée, et à fortes nervures, trois nefs, séparées par une double rangée de colonnes doriques. Ni transept ni chapelles latérales, mesure intérieurement 39 mètres et 15 mètres de large.

### Consécration de l'église
En 1726, le fondeur Pierre Levache est chargé de refondre la grosse cloche et ce n'est que le 30 octobre 1729 qu'a lieu la consécration de la nouvelle église par Jean-B. Gillis, évêque suffragant de Liège. Les autels sont consacrés à saint Joseph, le deuxième à Notre-Dame de Hal, le troisième à saint Antoine, le quatrième à saint François et celui de la sacristie, à saint Bonaventure.

### Œuvres
Le maître-autel en bois sculpté et la statue de la Vierge datent de 1730 et ne peuvent donc être l'œuvre de Jean Del Cour comme parfois évoqué. Le tableau qui apparaît dans le retable est de Godefroid Maes, rentoilé et retouché par Lacroix. Les statues des autels latéraux ont été produites par Verbure.
En 1737, Saumery pouvait décrire l'église des Récollets :

« On dirait que la menuiserie et la sculpture ont été épuisées pour contribuer à sa décoration. Le grand autel est un des plus beaux morceaux de ces deux genres. L'art y emploie ses trais les plus beaux et les plus délicats. Les stalles et le pourtour du chœur sont dans le gout de l'autel. La balustrade qui le sépare de la nef n'y déroge certainement pas, et les bancs, le boisage des sous ailes et surtout de la chaire, accompagne parfaitement le reste. En un mot tout y flate la vue »

— Saumery, Les délices du Païs de Liège, t.1, pp. 193-194

### Dégâts mineurs
Le 5 septembre 1767, la foudre tombe sur la tour de Récollets et on la répare la même année. L'horloge et le petit carillon du couvent sont restaurés en 1774.

## Révolution française

### Assemblées municipales de Jupille et Queue-du-Bois
Le couvent ne fut pas long à ressentir les perturbations sociales de 1789. On ne le rançonna pas, les Récollets n'avaient aucun bien ni aucun revenu. Mais on leur imposa rapidement de loger des volontaires. Ils sont aussi désignés pour accepter les réunions municipales de Jupille et de Queue-du-Bois.

### Constitution nationale liégeoise
C'est également dans le cloître qu'en la présence du général Dumouriez et des Commissaires Camus et Gosuin, on adopte la Constitution nationale Liégeoise, le 4 décembre 1792, par la Société des Amis de la Liberté et de l'Égalité.
Quelques mois plus tard, les Autrichiens rendent les locaux aux religieux. Toutefois, après la bataille de Fleurus, une quarantaine de chariots de blessés sont dirigés vers les Récollets.
Le mois suivant les troupes impériales se réfugient à la Chartreuse, bombardent Outremeuse, brûlent une partie des maisons dont les habitants vont longtemps vivre dans le couvent. Quant à l'église, suivant les nouvelles mesure prises par l'administration républicaine, elle sert de magasin à caisson pour l'armée.

### Fin du couvent
Le 1er septembre 1796, le couvent des Récollets est déclaré bien de la république et quelques Pères Récollets acceptent les bons de la république le 5 décembre 1796. Le 30 et 31 décembre, les tableaux et autres ornements sont transportés à Saint-Paul, transformée en magasin d'objets d'arts confisqués.
Les Récollets qui n'ont accepté les bons que dans l'espoir d'une vente la provoquent, et un père fait une offre de 18 000 livres.
À l'occasion de cette vente, une description du couvent est établie le premier pluviôse an IV, soit le 20 janvier 1797. La superficie du couvent est d'un bonier, dix-neuf verges grandes et cinq petites.

### Suspension de la vente du couvent
Si la vente de l'église des Récollets est suspendue en 1797, c'est que les habitants d'Outremeuse et plus particulièrement ceux de la paroisse Saint-Nicolas à la tête du pont du même nom, ont demandé aux autorités départementales de substituer l'église des Récollets à la leur qui tombe en ruine et en faire une église paroissiale. En date du 22 ventôse de l'an V, 12 mars 1797, l'administration centrale accepte la requête.
Les religieux ne peuvent racheter le couvent.

### Transfert de Saint-Nicolas
En 1804, les marguilliers de la fabrique de Saint-Nicolas se disposent à prendre possession de l'église des Récollets, aussitôt que certaines réparations ou changements indiqués, comme la construction d'un clocher, seraient opérés. Les marguilliers exigent également la restitution du tableau qui ornait l'autel majeur, tableau qui avait été posé comme modèle de peinture à l'École centrale. Le préfet leur accorde.

### Construction du clocher
La Tour des Récollets n'avait pas de clocher mais un simple campanile. Dès 1843, l'érection du nouveau clocher est achevée, et l'année suivante le petit campanile est détruit. En 1843, l'église est éclairée au gaz. En 1845, la foudre endommage le nouveau clocher. En 1846, les fenêtres du chœur sont maçonnées. Une horloge est placée en 1870.

### Œuvre duXIXe
Dès décembre 1804, le sanctuaire est rouvert aux fidèles. 
Quelques œuvres de Cornélis Vander Veken, de Franck et de Jean Hans, vont venir de Saint-Nicolas desservie par les Prémontrés. Les six confréries sont rétablies. 
En 1842, sont enlevés les tableaux qui ornent les nefs latérales qui rappellent les traits de la vie de saint François. À l'entrée des nefs latérales, on supprime deux petits autels en l'honneur de Saint-Roch et de l'Ange gardien. Ils sont remplacés par un tableau de Gérard de Lairesse coupé en deux panneaux et restauré par le peintre Bonnefoi en 1875. Sous le jubé, deux toiles exécutées à Rome par Jean-Mathieu Nisen en 1845 représentent le Sacré Cœur de Jésus et le Saint-Cœur de Marie. Le Chemin de Croix actuel est installé en 1854. La même année, le peintre Lecrenier restaure les huit tableaux qui ornent les parois du chœur. Vers 1880, une partie des bâtiments est détruite pour permettre le percement de la rue Pasteur, renommée rue Georges Simenon en 1978. En 1885, les murs, les colonnes et les pilastres sont débarrassés de vieux plâtras et de plusieurs couches de badigeons, et en 1909, les peintures sont renouvelées.

## AuXXesiècle
Un obus s'abat sur la charpente du chevet sans causer de gros dommages. En octobre 1924, est inauguré un monument  à la mémoire des 57 paroissiens morts pendant la guerre ; il est encastré dans le mur de l'église. Les inondations de janvier 1926 atteignent 56 cm dans la nef, mais ne causent que peu de dégâts. Le couvent devient ensuite une propriété communale et sert à divers usages. En 1948, on y établit la crèche communale.
En 1979, le pignon du no 4 est remanié par l'architecte Jean Francotte qui y place le portail du château de Gaillarmont démoli en 1976. Le reste des bâtiments est ensuite remanié pour constituer l'auberge de jeunesse Georges Simenon, inaugurée en février 1998 après plus de deux années de travaux.

## Destination actuelle du couvent
Le cloître et les bâtiments conventuels, entièrement rénovés, sont en partie l'auberge de jeunesse Georges Simenon. La grange à grain a servi de réserve de décors du Théâtre de la Place, avant son déménagement à l'Émulation en 2013. Sur les jardins du couvent, on trouve notamment une grande surface et ses parkings.

## Destination actuelle de l'église
L'église conventuelle Notre-Dame et Sainte-Barbe est devenue l'église paroissiale Saint-Nicolas.